# Izzedin al-Qassam
El jeque Izzedin al-Qassam (en árabe: عزّ الدين القسّام; también transcrito como Izz ad-Din al-Qassam o al-Kassam; nombre completo: Izzedin ibn Abdelkader ibn Mustafa ibn Yusuf ibn Muhammad al-Qassam (1882-25 de noviembre de 1935) fue un influyente predicador árabe y clérigo del Islam suní durante el Mandato Británico de Palestina. En 1930, al-Qassam fundó al-Kaf al-Asuad («la Mano Negra»), el primer grupo organizado de militantes palestinos.

## Orígenes
Al-Qassam nació en Yableh en el distrito sirio de Latakia. Su padre fue un profesor y seguidor del Qadari, un orden del sufismo. Él estudio en la Universidad de al-Azhar en El Cairo, y ganó una reputación por piadoso y autosuficiente. Cuándo regresó trabajó como un profesor e imán en una mezquita de su localidad, donde llamó a los campesinos a regresar al camino de Dios.
Después de la invasión de Italia a Libia en 1911 en la que se libró una guerra sangrienta entre indígenas árabes musulmanes y una potencia colonial. Al-Qassam llamó al conflicto una Yihad, reclutó fondos para la resistencia en libia, y compuso un himno de la victoria. También logró reclutar a docenas de voluntarios, mismos que dirigió hacia Libia, pero fueron detenidos por las autoridades otomanas y fueron deportados de nuevo a Siria. En 1915, cuándo el Imperio otomano entró a la Primera Guerra Mundial, al-Qassam se enlistó en el Ejército del Imperio otomano. Durante la mayor parte de la guerra al-Qassam sirvió como un capellán en una sede cercana de Damasco, pero antes del fin del conflicto, él volvió a su hogar y organizó una milicia de autodefensa para confrontar las fuerzas francesas. Pero la maniobra fue inútil, porque los árabes se divididieron entre ellos, así al-Qassam y unos cuantos seguidores huyeron a las montañas del interior para continuar en una guerra de guerrillas.

## Revuelta en Siria
Al-Qassam fue una figura importante en la Revuelta Siria de 1921 contra el reinado de Francia cuando Faysal I uno de los rebeldes árabes aliados con el Imperio británico en la Primera Guerra Mundial (véase también Thomas Edward Lawrence), reclamó un reino compuesto de las regiones que son los países modernos de Siria, Irak, Jordania, Israel/Palestina, y Líbano, llamándolo Gran Siria. Pero la revuelta fallo y este fue condenado a la muerte. La fallida revuelta causó la fuga de numerosas personas afiliados con Faysal (lo que se restableció en seguida como el rey de Irak). Mientras que la ciudad de Damasco era asediada por los franceses, al-Qassam huyó vía Beirut hacia al puerto de Haifa bajo el Mandato Británico de Palestina. Su esposa e hijas se reunirían con el más tarde. Durante su estadía en aquel lugar, Al-Qassam dedicaría sus actividades para la clase obrera, fundando una escuela nocturna para trabajos casuales que sirviendo a ellos como imán de la Masyid al-Istiklal (Mezquita de la Independencia); y concentraría sus esfuerzos en atraer a los musulmanes de las clases bajas, buscando personas en los burdeles y fumaderos de hachís. Los seguidores más fieles de al-Qassam fueron granjeros que llegaban a Haifa desde el norte de Galilea, donde habían perdido el trabajo y sustento debido a la venta de fincas al Fondo Nacional Judío. Al-Qassam también fue un prominente miembro de la YMMA (Asociación de Hombres Jóvenes Musulmánes) y el Jizb al-Istiklak (el Partido de Independencia), donde comerciantes ricos de la zona le financiaron debido a que vieron gran potencial en él debido a su carisma personal y liderazgo.

### Asociación con el Gran Muftí
Uno de los oficiales que lo notaron fue el Gran Muftí de Jerusalén Hajj Muhammad Amin al-Husayni, un clérigo musulmán muy poderoso durante aquella época y posteriormente estrecho colaborador de los nacionalsocialistas alemanes.  En 1929 al-Husayni, tío de Yasir Arafat, designó al Jeque al-Qassam como secretario de matrimonios mediante el Consejo Supremo Musulmán y su corte de sharia (el código legal del Islam) en Haifa. En su trabajo como secretario, Izzedin al-Qassam viajaba entre las aldeas norteñas, animando a los residentes para fundar cooperativas agrícolas, una idea rara entre los árabes de aquel tiempo, y quizá tuvo su origen en el moshav, el nombre de las comunidades agrícolas de judíos en el aquel tiempo.
De acuerdo a Abdullah Schleifer, al-Qassam era:

. . . un individuo dotado con el evangelio social islámico y que había sido afectado por la difícil situación de los campesinos y migrantes palestinos. La preocupación pastoral de al-Qassam fue vinculada con su indignación moral como musulmán, debido a los medios por los que el compacto social era violado y corrompido durante el Mandato de Palestina.

En sus numerosos viajes el jeque daba sermones de carácter político y religioso, animando a los campesinos a organizarse en cuadrillas de guerrilleros para atacar el gobierno británico y a los judíos. Tras la matanza de Hebrón de 1929, él aumentó sus actividades y recibió una fetua del Jeque Badr al-Din al-Taji al-Hasani, el muftí de Damasco, permitiendo los ataques.

## La Mano Negra
En 1930 al-Qassam tomó la lucha en sus propias manos y fundó una cuadrilla armada llamada la «Mano Negra», o Kaf al-Asuad en árabe. Kaf al-Asuad tuvo ideas antisionistas y anglofobas, y fue el primero grupo militante árabe prohibido en el mandato como una organización terrorista (y precedió al Irgún, el primer grupo judío que tuvo el dudoso honor). Hasta 1935 la Mano Negra contaba con entre 200 y 800 personas. Las cuadrillas estaban equipadas con bombas y fusiles, estas aprovecharon para asesinar judíos locales, destruir árboles y hierbas plantados por los mismos judíos, y sabotear los ferrocarriles de los británicos.
Según algunas fuentes, la cooperación entre al-Qassam y el Gran Muftí al-Husayni siguió desde 1921 hasta la muerte de al-Qassam:

Mientras los años 1920, los dos estuvieron en buenos terminos, su entendimiento fue probablemente enfundado en la identidad de opiniones y estima mutual. En ese tiempo al-Qassam había sido designado como imán de Masyid al-Istiklal, una mezquita muy importante en Haifa hasta el dia de hoy, y como secretario de sharia - designaciones que requirieron el consentimiento y aprobaciones previas del mufti y que fueron financiadas por la administración del wakf (la fundación religiosa encargadao de el cuidado sobre las piezas de bienes raíces de una comunidad musulmana). La cooperación quizá crecio como resultado de los disturbos de 1929. Una fuente reclama que la gente de al-Qassam tenían una parte activa en los disturbos sangrientes . . . Luego, hacia los mediados de los 30's, hubo una pelea entre los dos. La razón es desconocida, pero parece que había sido vínculada con la actividad independiente de al-Qassam . . . Cuándo la actividad terrorista fue dirigida solo contra objetivos judíos, el mufti no veia problemas con esto. Al contrario de esto, este cayó debajo la línea de su propia política antijudía; él lo animó en secreto y aparentemente ofreció auxilio financiero a al-Qassam y su organización.
Pero cuando el gran muftí decidió no seguir apoyando con fondos para las obras de ayuda a mezquitas y desvió los fondos en favor de adquirir armas, Al-Qassam encontró apoyo en el Jizb al-Istiklal (Partido para Independencia), al-Qassam continuo intentando de vez en cuando convencer al gran muftí para formar una alianza que atacara a los británicos. Pero Al-Husayni no podía entrar a un conflicto abierto con el gobierno, debido a su puesto como el jefe del Consejo Supremo Musulmán. Al-Qassam perdió su paciencia y empezó a atacar al gobierno británico por su cuenta.
En noviembre de 1935, tras el asesinato de un policía británico, al-Qassam huyó de Haifa con doce seguidores a la región montañosa entre las ciudades de Nablus y Yenín. Su huida duro durante diez días, en donde los campesinos les daban alimento. Durante su huida dos de sus hombre mataron a un policía judío de una patrulla de aquella área, un acto que atrajo una cacería coordinada de los británicos. Al-Qassam fue acorralado en una cueva al lado de la aldea Ya'bed. Al-Qassam murió en la escaramuza que siguió.
Su rechazo a rendirse le convirtió en una leyenda entre los palestinos hasta nuestros tiempos, como es relatado por Abdulla Schleiffer:

Acorralado, les dijo a sus seguidores que debían morir como mártires, y se abrió fuego. Su desafío y el modo de su muerte (la que dejó pasmado a la dirigencia tradicional) electrificó al pueblo palestino. Miles de personas entraron a la fuerza a su funeral, pasando a través de las líneas de la policía que resguardaban el funeral, y los partidos seculares nacionalistas árabes citaron su memoria como un símbolo de resistencia. Este fue uno de los mayores encuentros políticos en la asamblea de Palestina.

## Influencia
La muerte del jeque de ningún modo afectó la influencia de sus ideas. La Mano Negra continuó por un corto tiempo bajo la jefatura de algunos seguidores de al-Qassam. Pero su recuerdo fue aprovechado por el Gran Muftí para montar la Gran Revuelta Árabe de 1936-1939. Luego en los 90, el grupo islamista Hamás usó su nombre como el apodo del rama militar de la organización, las Brigadas de Izzedin al-Qassam. Un cohete manufacturado por Hamás es llamado Qassam en su honor. La tumba del jeque se encuentra en la aldea abandonada de Balad as-Sheikh, cerca de la actual localidad de Nesher, un suburbio de Haifa.